# وولستون، ساوت‌همپتون
وولستون (به انگلیسی: Woolston) یک حومه شهر در بریتانیا است که در City of Southampton واقع شده‌است. وولستون ۱۳٬۸۵۲ نفر جمعیت دارد.